# (834) Burnhamia
(834) Burnhamia est un astéroïde de la ceinture principale découvert le 20 septembre 1916 par l'astronome allemand Max Wolf.
Sa désignation provisoire était 1916 AD.